# Sazhid Sazhidov
Sazhid Sazhidov est un lutteur russe spécialiste de la lutte libre né le 6 février 1980.

## Biographie
Lors des Jeux olympiques d'été de 2004 se tenant à Athènes, il remporte la médaille de bronze en combattant dans la catégorie des -84 kg. Il remporte également le titre mondial lors des Championnats du monde de 2003 et 2006.